# (52) Europa
Europa és l'asteroide núm. 52 de la sèrie. Fou descobert per Hermann Mayer Salomon Goldschmidt a París el 4 de febrer del 1858. Aquest asteroide no s'hauria de confondre amb el satèl·lit de Júpiter també anomenat Europa.
(52) Europa té un diàmetre de 289 quilòmetres. Pren el nom d'Europa de la mitologia grega. És el setè asteroide més gran de volum i el sisè més gran de massa (després de Ceres, Vesta, Pal·les, Higiea, i Interàmnia) i conté una mica menys d'un 2% de la massa del cinturó principal sencer.
Orbita a la vora de la família d'asteroides d'Higiea, però no n'és membre. Els estudis d'espectroscopi han trobat evidència d'olivines i piroxè a la superfície.